# 2001 DT108
2001 DT108, também escrito como 2001 DT108, é um objeto transnetuniano (TNO) que está localizado no cinturão de Kuiper, uma região do Sistema Solar. Este corpo celeste é classificado como um plutino, pois, o mesmo está em uma ressonância orbital de 2:3 com o planeta Netuno. O mesmo possui uma magnitude absoluta de 9,5 e tem um diâmetro com cerca de 55 km.

## Descoberta
2001 DT108 foi descoberto no dia 22 de fevereiro de 2001 pelos astrônomos D. Kinoshita, J. Watanabe, e T. Fuse.

## Órbita
A órbita de 2001 DT108 tem uma excentricidade de 0,188 e possui um semieixo maior de 39,502 UA. O seu periélio leva o mesmo a uma distância de 32,063 UA em relação ao Sol e seu afélio a 46,942 UA.